# Ambasada RP w Taszkencie
Ambasada Rzeczypospolitej Polskiej w Taszkencie (ros. Посольство Республики Польша в Ташкенте) – polska misja dyplomatyczna w  Republice Uzbekistanu.
Ambasador RP w Taszkencie oprócz Republiki Uzbekistanu akredytowany jest również w Republice Tadżykistanu.

## Struktura placówki
- Wydział Polityczno-Ekonomiczny
- Wydział Konsularny
- Wydział Administracyjno-Finansowy
- Ataszat Obrony

## Historia
Polska nawiązała stosunki dyplomatyczne z Uzbekistanem 19 marca 1992. Ambasadę utworzono w 1995.
Rzeczpospolita uznała niepodległość Tadżykistanu w grudniu 1991, a stosunki dyplomatyczne z tym krajem nawiązała 11 lutego 1992.